# Carrollton (Nueva York)
Carrollton es un pueblo ubicado en el condado de Cattaraugus en el estado estadounidense de Nueva York. En el año 2000 tenía una población de 1.410 habitantes y una densidad poblacional de 12.9 personas por km².

## Geografía
Carrollton se encuentra ubicado en las coordenadas 42°2′52″N 78°38′0″O / 42.04778, -78.63333.

## Demografía
Según la Oficina del Censo en 2000 los ingresos medios por hogar en la localidad eran de $31,290, y los ingresos medios por familia eran $40,313. Los hombres tenían unos ingresos medios de $28,854 frente a los $19,861 para las mujeres. La renta per cápita para la localidad era de $14,678. Alrededor del 14.4% de la población estaban por debajo del umbral de pobreza.